# Ben Weider
Benjamin Weider (Montreal, 1 de febrero de 1924-Montreal, 17 de octubre de 2008), más conocido como Ben Weider, fue un hombre de negocios canadiense, cofundador de la Federación Internacional de Fisicoculturismo (International Federation of BodyBuilders - IFBB).
Fue conocido por sus estudios en dos áreas distintas:
- Su interés y dedicación a  los deportes, especialmente el fisicoculturismo: fundó la IFBB junto con su hermano mayor Joe Weider, de la que fue presidente hasta el 29 de octubre de 2006, cuando anunció su renuncia.

- El estudio de la historia de Napoleón; escribió el libro El asesinato de Napoleón, donde dice que éste fue asesinado por un miembro de su ejército. Gracias a sus investigaciones en torno de este misterio, apoyadas por una investigación financiada por él y realizada por el Dr. Pascal Kintz, en 2003 se pudo probar que el emperador fue envenenado con arsénico, mismo que fue encontrado en dosis masivas en el núcleo mismo del cabello, es decir, un tóxico que llegó allí por irrigación sanguínea tras su ingestión oral. Dos años más tarde, gracias a una nueva técnica y nuevos estudios efectuados en cinco mechones de cabellos diferentes provenientes todos de diferentes colecciones del mundo, el doctor Kintz profundizó aún más en la caso del envenenamiento en la que no sólo logró determinar una cronología precisa en la administración del tóxico, sino que pudo identificarlo con precisión: arsénico mineral, el más nocivo del mundo, conocido como «mata-ratas» o «raticida».

## Reconocimientos
En 1975 fue  premiado con la Orden de Canadá y en 2000, se le otorgó el título de Caballero de la orden de la mesa redonda. Fue condecorado con  la Legión de Honor de Francia, en la que fue elevado, de manera póstuma, al grado de Oficial, en noviembre de 2008.
Falleció el 17 de octubre de 2008 en el Hospital General Judío de Montreal.